# Bonfire (paard)
Bonfire (21 maart 1983 – 28 oktober 2013), voluit Gestion Bonfire, was het paard waar Anky van Grunsven veel dressuurprijzen mee won. Bonfire was een bruine Oldenburger ruin, zijn vader was Welt As. Bonfire is opgevolgd door Salinero. Bonfire is Engelse woord voor vreugdevuur.
Op 25 maart 2001 ging Bonfire met pensioen, hij mocht in Erp de wei in, waar hij zijn laatste jaren doorbracht. In 2005 werd in die plaats een bronzen beeld van Bonfire neergezet, het is vervaardigd door de Gemertse beeldhouwer Toon Grassens.
In april 2005 werd in de ArenA een rampenoefening gehouden die genoemd werd naar Bonfire. Anky van Grunsven had hiervoor haar toestemming gegeven.
Bonfire overleed op 28 oktober 2013 en werd een dag later gecremeerd. Zijn as werd uitgestrooid over de weilanden van Van Grunsven in Erp, waar hij altijd graasde.

## Prijzen
- Nederlandse kampioenschappen 1991-1992-1993-1994-1995-1996-1997-1998-2000: goud

- Europese kampioenschappen 1991: vijfde individueel, brons in landenwedstrijd
- Europese kampioenschappen 1995: zilver individueel, zilver in landenwedstrijd
- Europese kampioenschappen 1997: zilver individueel, zilver in landenwedstrijd
- Europese kampioenschappen 1999: goud individueel, zilver in landenwedstrijd

- Wereldbeker 1995, 1996, 1997, 1999, 2000: goud
- Wereldbeker 1998: zilver

- Wereldkampioenschappen 1994: goud individueel, zilver in landenwedstrijd
- Wereldkampioenschappen 1998: zilver individueel, zilver in landenwedstrijd

- Olympische Zomerspelen 1992: vierde individueel, zilver in landenwedstrijd
- Olympische Zomerspelen 1996: zilver individueel, zilver in landenwedstrijd
- Olympische Zomerspelen 2000: goud individueel, zilver in landenwedstrijd